# 632. pehotni polk (Wehrmacht)
Za druge 632. polke glejte 632. polk.
632. pehotni polk (izvirno nemško Infanterie-Regiment 632) je bil eden izmed pehotnih polkov v sestavi redne nemške kopenske vojske med drugo svetovno vojno.

## Zgodovina
Polk je bil ustanovljen 14. februarja 1940 za Oberrhein iz delov 412. in 425. pehotnega polka; polk je bil dodeljen 557. pehotni diviziji.
Zaradi hitrega zaključka francoske kampanje je bil polk 31. avgusta 1940 razpuščen; bataljoni so bili reorganizirani v samostojne Heimatwach bataljone.